# Växjösjön
Växjösjön är en sjö i Växjö kommun i Småland och ingår i Mörrumsåns huvudavrinningsområde. Sjön är 6 meter djup, har en yta på 0,772 kvadratkilometer och befinner sig 160 meter över havet. Sjön avvattnas av vattendraget Bergundakanal och vattnet rinner genom Södra Bergundasjön ut i Helige å. Vid provfiske har en stor mängd fiskarter fångats, bland annat abborre, björkna, braxen och gers.
Runt sjön finns en gång- och cykelväg på ungefär 4,5 kilometer, i både asfalt och grus.
Vid Växjösjön finns äventyrsbadet Aqua Mera, parken Strandbjörket och Centrallasarettet Växjö. I Växjösjön går det även, sedan ett par år[när?] tillbaka, att fiska kräftor.[källa behövs]

## Delavrinningsområde
Växjösjön ingår i delavrinningsområde (630690-143914) som SMHI kallar för Utloppet av Växjösjön. Medelhöjden är 171 meter över havet och ytan är 8,59 kvadratkilometer. Räknas de 2 avrinningsområdena uppströms in blir den ackumulerade arean 20,47 kvadratkilometer. Bergundakanal som avvattnar avrinningsområdet har biflödesordning 2, vilket innebär att vattnet flödar genom totalt 2 vattendrag innan det når havet efter 114 kilometer.  Avrinningsområdet har 0,76 kvadratkilometer vattenytor vilket ger det en sjöprocent på 8,8 %. Bebyggelsen i området täcker en yta av 7,34 kvadratkilometer eller 85 % av avrinningsområdet.
Sjön är en mycket fågelrik sjö, med mängder med änder och kanadagäss.
Växjösjön har tidigare varit kraftigt nedsmutsad och övergödd. En myndighetsrapport från 1901 slog fast följande: "Växjösjön kan ej fylla annat syfte än som ett stort förvaringskärl för stadens avloppsvatten". Numera renas det allra mesta av avloppsvattnet i reningsverk. Ändå kvarstår övergödning som ett miljöproblem, som kommunen arbetar med.

## Fisk
Vid provfiske har följande fisk fångats i sjön:
- Abborre
- Björkna
- Braxen
- Gärs
- Gös
- Löja
- Mört
- Sandkrypare
- Sarv
- Sutare